# Coptodactyla meridionalis
Coptodactyla meridionalis är en skalbaggsart som beskrevs av Matthews 1976. Coptodactyla meridionalis ingår i släktet Coptodactyla och familjen bladhorningar. Inga underarter finns listade i Catalogue of Life.